# Temporada de furacões no oceano Atlântico de 2009
A temporada de furacões no oceano Atlântico de 2009 foi uma temporada de furacões no Atlântico abaixo da média que produziu onze ciclones tropicais, nove tempestades nomeadas, três furacões e dois grandes furacões. A temporada começou de maneira oficial a 1 de junho e finalizou a 30 de novembro. Estas datas delimitam convencionalmente o período da cada ano quando a maior parte de ciclones tropicais se formam no oceano Atlântico. No entanto, suscitasse-se a formação de um ciclone tropical ou subtropical antes de 1 de junho, que contaria como parte da temporada de 2009. No entanto, pelo terceiro ano consecutivo, a temporada adiantou o seu começo com a formação da Depressão tropical Um a 28 de maio. Porém, nos dois meses seguintes, a bacia do Atlântico ficou inativa. Em 12 de agosto, a tempestade tropical Ana formou-se nas proximidades do Cabo Verde. Ana foi o ciclone tropical dotada de nome de formação mais tardia no Atlântico desde a 1992, na ocasião da formação do furacão Andrew. A tempestade tropical Claudette se formou em 16 de agosto e se tornou a primeira tempestade da temporada a atingir os Estados Unidos, na manhã seguinte. O furacão Bill se tornou o primeiro furacão e o primeiro grande furacão da temporada. O furacão Fred foi mais forte ciclone no extremo sul e leste no Atlântico Norte desde que os registros de dados do Centro Nacional de Furacões (NHC) iniciaram, e Fred tornou-se apenas o terceiro grande furacão conhecido a leste do meridiano  35°W. A atividade ciclônica de setembro ficou abaixo da média na bacia nesta temporada, com apenas a formação de duas tempestades, Erika e Fred. A energia acumulada (ACE) em setembro atingiu o menor valor para o mês desde 1994. Ida foi o ciclone tropical que causou mais efeitos à sociedade de toda a temporada, quando afetou a América Central e os Estados Unidos em novembro.

## Previsões
As previsões sobre a atividade de furacões são emitidos antes de cada temporada por célebres experientes de furacões como o doutor Philip J. Klotzbach, doutor Guillermo M. Gray, e os seus sócios na Universidade Estadual do Colorado; e por separado por meteorólogos da NOAA.
A equipa do doutor Klotzbach (antes coordenado pelo doutor Gray) definiu o número médio de tempestades por temporada (1950 a 2000) como 9.6 tempestades tropicais, 5.9 furacões, e 2.3 furacões maiores (furacões que atingem ao menos a Categoria 3 força na escala de Saffir-Simpson e um índice ACE de 96.1). Uma temporada normal, definida pela NOAA, tem de 9 a 12 tempestades nomeadas, com 5 a 7 daqueles atingindo a força de furacão, e 1 a 3 furacões maiores.

### Previsões prévios à temporada
A 10 de dezembro de 2008, a equipa de Klotzbach emitiu a sua primeiro previsão de longa duração para a temporada de 2009, previndo a atividade acima da média (14 tempestades nomeadas, 7 furacões, 3 com categoria 3 ou maior e um índice ACE de 125).
A 7 de abril de 2009, a equipa de Klotzbach emitiu a sua segunda previsão de média duração para a temporada de 2009, previndo a atividade acima da média (12 tempestades nomeadas, 6 furacões, 2 de categoria 3 or maior e um índice ACE de 100).

### Previsões emitidas durante a temporada
Em 2 de junho, a equipe de Klotzbach emitiu mais uma previsão para a temporada de 2009, diminuindo ligeiramente a sua previsão anterior, com 11 tempestades tropicais dotadas de nome, 5 furacões e 2 grandes furacões. Em 18 de junho, a Met Office, agência oficial de meteorologia do Reino Unido, também emitiu a sua previsão para a temporada de 2009, prevendo apenas 6 sistemas tropicais dotados de nome, que se formariam entre julho e novembro de 2009..

## Ciclones tropicais

### Depressão tropical Um
Em 28 de Maio, o Centro Nacional de Furacões (NHC) começou a emitir avisos sobre a depressão tropical Um. A depressão formou-se a cerca de 640 quilômetros a leste-nordeste de Outer Banks, Carolina do Norte. Com condições meteorológicas relativamente favoráveis, foi previsto que a depressão iria se fortalecer para uma tempestade tropical no início da madrugada de 29 de Maio, antes de sua dissipação em águas mais frias águas logo a seguir. No entanto, o sistema não atingiu a intensidade de tempestade tropical forte, e ao invés disso, começou rapidamente a se enfraquecer mais tarde naquele dia. A depressão tornou-se extratropical por volta das 17:00 AST (2100 UTC) daquele mesmo dia, e foi absorvida por uma zona frontal pouco depois. Sua trajetória, formação e época de formação foram relativamente semelhantes à formação da tempestade tropical Um de 1940.
Veja-se:
- O arquivo de avisos do Centro Nacional de Furacões dos Estados Unidos sobre a Depressão tropical Um. (em inglês)

### Tempestade tropical Ana
A 11 de agosto, o Centro Nacional de Furacões (NHC) anunciou a formação da Depressão Tropical Dois que se tinha desenvolvido no Atlântico Leste. A partir de então, os previsões indicavam continuamente que a depressão tinha o potencial para atingir a força de tempestade tropical ao menos de forma mínima, e assim receber um nome. No entanto, a depressão encontrou-se com um moderado a alto vento de cisalhamento na circulação, levando ao seu debilitamento gradual. A 13 de agosto, a baixa circulação no sistema foi exposta, e tinha só umas tempestades que acompanham a depressão. A depressão tropical Dois degradou-se a remanescentes às 5:00 p.m. AST (21:00 UTC) nesse mesmo dia.
A 15 de agosto, o Centro Nacional de Furacões (NHC) informou a formação desta tempestade no Atlântico e indicou que Ana poderia gerar uma alerta de tempestade tropical para alguns sectores das Ilhas do Sotavento e também aos residentes das Ilhas Virgens e de Porto Rico. Esperava-se que Ana, a primeira tempestade tropical com nome na temporada de furacões no Atlântico, se fortalecesse conforme avançou com rumo oeste a 26 quilómetros por hora (16 milhas por hora), no entanto, em poucas horas da tarde da 17 de agosto, Ana perdeu a sua circulação e entrou em processo de dissipação. Os seus ventos sustentados atingiam potência máxima de até 64 quilómetros por hora (40 mph).
Veja-se:
- O arquivo de avisos do Centro Nacional de Furacões dos Estados Unidos sobre a Tempestade tropical Ana. (em inglês)

### Furacão Bill
A 12 de agosto, uma onda tropical forte sócia com um área de baixa pressão moveu-se da costa africana com capas profundas da humidade. Nesse mesmo dia, a onda organizou-se ao formar uma circulação de baixo nível, mas sem uma convecção significativa. Para essa noite, a área de convecção concentrou-se mas os ventos de cisalhamento aumentaram desde o aviso anterior. A 14 de agosto, a perturbação intensificou-se e as suas bandas convectivas desenvolveram-se, assim também a sua circulação, o que indicou que a perturbação converter-se-ia numa depressão tropical. A 15 de agosto, ainda que pouca da sua convecção profunda dissipou-se, foi oficialmente denominada Bill, a segunda tempestade com nome da temporada de 2009. Nas primeiras horas da 17 de agosto, um olho formou-se nos loops visíveis e infravermelhos e Bill intensificou-se em furacão, o primeiro da temporada de 2009. A sua intensificação continuou durante a tarde de 18 de agosto e Bill rapidamente atingiu a categoria 3 de furacão convertendo-se no primeiro furacão Maior da temporada. O furacão Bill ou ao menos as suas remanescentes conseguiram acercar à costa do Atlântico do Canadá para a 22 de agosto.
Veja-se:
- O arquivo de avisos do Centro Nacional de Furacões dos Estados Unidos sobre o Furacão Bill. (em inglês)

### Tempestade tropical Claudette
A Tempestade tropical Claudette formou-se como a quarta depressão da temporada na parte oriental do golfo do México. A perturbação desenvolveu-se rapidamente, de forma que só 9 horas antes de sua formação, o NHC lhe tinha atribuído uma probabilidade de desenvolvimento de menos de 30%. Para a tarde da 16 de agosto, a Depressão tropical Quatro tinha sido ascendida a Tempestade tropical Claudette segundo dados do radar da NOAA em Tallahassee, Flórida. Na manhã da 17 de agosto, Claudette tocou terra no extremo oriental de Santa Rosa Island, Flórida, com ventos de 85 km/h. Para o final desse mesmo dia e ao avançar o ciclone sobre terra e ser degradado a depressão, o NHC emitiu a sua último aviso público sobre Claudette.
Veja-se:
- O arquivo de avisos do Centro Nacional de Furacões dos Estados Unidos sobre a Tempestade tropical Claudette. (em inglês)

### Tempestade tropical Danny
Danny formou-se por interacção de uma onda tropical com um área de baixa pressão localizada a norte da Ilha de São Domingos no dia 26 de agosto, com características tropicais e subtropicais. No entanto, uma análise da Universidade Estadual da Flórida permitiu classificá-la como Tempestade tropical, saltando-se assim o grau prévio de depressão. Em geral, a sua deslocação foi em direcção noroeste até ser absorvido por uma tempestade extratropical situada sobre a Carolina do Norte no dia 29.
Reportou-se uma vítima mortal de Danny em dito estado. Os danos materiais causados pelo ciclone foram menores.
Veja-se:
- O arquivo de avisos do Centro Nacional de Furacões dos Estados Unidos sobre a Tempestade tropical Danny. (em inglês)

### Tempestade tropical Erika
Um área de baixa pressão formou-se ao nordeste das Ilhas sotavendo a partir de uma onda tropical ao sul-sudoeste das ilhas d-e Cabo Verde a 26 de agosto. A Tempestade tropical Erika desenvolveu-se na tarde de 1 de setembro a partir desta perturbação, salteando pela segunda vez no ano uma tempestade a categoria prévia de depressão tropical. Para o final do dia 1, Erika fortaleceu-se até atingir ventos a mais de 95 km/h. Ainda que os modelos mostravam inicialmente altas probabilidades de que o ciclone atingisse status de furacão, o sistema começou um debilitamento progressivo ao dia seguinte. No dia 3 de setembro, Erica foi degradada a depressão e depois dissipou-se ao sul de Porto Rico.
Veja-se:
- O arquivo de avisos do Centro Nacional de Furacões dos Estados Unidos sobre a Tempestade tropical Erika. (em inglês)

### Furacão Fred
A 7 de setembro, a Depressão tropical Sete desenvolveu-se a partir de uma onda tropical ao sul das ilhas de Cabo Verde. Depois de um marcado fortalecimento, a depressão foi ascendida a tempestade tropical e atribuiu-se-lhe o nome Fred. Devido às condições favoráveis, ao dia seguinte Fred converteu-se em furacão de categoria 1, enquanto esperava-se que continuasse se intensificando. Na manhã do dia 9, Fred já tinha trepado à categoria 2, a só 6 horas de se ter convertido em furacão. Essa mesma manhã, o ciclone converte-se no segundo furacão maior da temporada ao atingir a categoria 3. Para então, Fred convertia-se no terceiro furacão maior e o sistema mais poderoso registado no Atlântico ao leste do meridiano 35°W desde a chegada da era satelital. Devido à cisalhamento vertical, Fred debilitou-se e manteve-se como uma baixa até dia 20 de setembro, quando se acercou a sua dissipação ao sudoeste de Bermudas. No entanto, o centro de baixa persistiu e deslocou-se sobre o sudeste dos Estados Unidos, causando inundações no estado da Geórgia com 10 vítimas e uns US$ 500 milhões em danos.
Veja-se:
- O arquivo de avisos do Centro Nacional de Furacões dos Estados Unidos sobre o Furacão Fred. (em inglês)

### Depressão tropical Oito
A depressão tropical Oito formou-se de uma onda tropical ao oeste das ilhas de Cabo Verde a 25 de setembro. Ainda que parecia que intensificar-se-ia, a depressão se moveu ao nordeste para águas mais frias e degenerou. Não causou nenhum dano.
Veja-se:
- O arquivo de avisos do Centro Nacional de Furacões dos Estados Unidos sobre a Depressão tropical Oito. (em inglês)

### Tempestade tropical Grace
A tempestade tropical Grace evoluiu de um sistema de baixa pressão não tropical localizado originalmente ao nordeste dos Açores, no oceano Atlântico. Ao longo do dia 4 de outubro, o sistema mostrou crescente organização e o aparecimento de um olho, que persistiu durante algumas horas, apesar de se encontrar sobre águas com temperaturas inferiores a (23 °C) aos 26 °C considerados como temperatura mínima para o desenvolvimento tropical. As mudanças estruturais observados permitiram classificar ao sistema como Tempestade tropical Grace. Desde o começo da observação meteorológica satelital na década de 1960, só a Tempestade tropical Alberto da temporada de 1988, que se formou costa afora do Cabo Cod (41.5°N), Estados Unidos e a Tempestade tropical Laura (40.6°N) da Temporada de furacões no Atlântico de 2008 o fizeram numa latitude mais boreal que Grace (40.2°N). Esta última, no entanto, é a mais afastada para o nordeste de que se tem registos. Para o final do dia 6 de outubro a tempestade foi absorvida por um sistema frontal a uns 350 km ao sudoeste da Irlanda. Apesar de formar num ambiente relativamente desfavorável para o desenvolvimento de um ciclone tropical, Grace manteve um núcleo quente, inclusive deslocando-se sobre águas de 17-18 °C, horas antes de começar a dissipar-se.
Veja-se:
- O arquivo de avisos do Centro Nacional de Furacões dos Estados Unidos sobre a Tempestade tropical Grace. (em inglês)

### Tempestade tropical Henri
No dia 6 de outubro as imagens de satélites mostraram que um centro de baixa pressão localizado a uns 950 km ao leste das ilhas de Sotavento (Antilhas) (Caribe) tinha experimentado um rápido incremento na atividade de tempestade. O sistema passou de ser estimado como de baixa probabilidade de formação ciclónica (<30%) a registar ventos de força de tempestade tropical numas horas. No entanto, se previu que Henri seria um sistema de escassa duração. Efectivamente, o sistema debilitou-se sendo degradado a depressão tropical e no dia 8 de outubro o NHC emitiu o último aviso sobre Henri.

Veja-se:
- O arquivo de avisos do Centro Nacional de Furacões dos Estados Unidos sobre a Tempestade tropical Henry. (em inglês)

### Furacão Ida
A Depressão tropical Onze formou-se a 4 de novembro no sudoeste do mar do Caribe a partir de um área de baixa pressão que vinha sendo monitorada pelo Centro Nacional de Furacões. Umas horas mais tarde de emitido o primeiro aviso, elevou-se a depressão ao grau de tempestade tropical nomeando-lha Ida, nona tempestade tropical da temporada. Na manhã do dia seguinte Ida, que se intensificava à medida que se dirigia à costa de Nicarágua, atingiu o status de furacão, o terceiro da temporada. Ida tocou terra essa mesma manhã para perto de a localidade nicaragüense de Tasbapauni, na Región Autónoma del Atlántico Sur. Depois disso, o sistema começou um processo de debilitamento e foi degradado novamente a tempestade tropical. Durante o seu trânsito sobre a América Central Ida diminuiu-se a depressão tropical, até voltar sobre águas oceânicas na tarde da 6 de novembro. Ida causou custosos danos na zona. A temperatura superficial do mar proviu a Ida com a energia para que voltasse a ganhar força. Após aumentar a sua intensidade a tempestade tropical, voltou a ganhar status de furacão para o final da 7 de novembro. Depois de cruzar o canal de Iucatã, adquiriu intensidade de furacão categoria 2 na Escala de furacões de Saffir-Simpson. No entanto, à medida que acercava-se à costa estadounidense do golfo do México, as condições voltaram-se mais hostil para o cicón que perdeu força e foi declarado tempestade tropical na manhã da 9 de novembro. Ida tocou terra muito debilitada na manhã da terça-feira 10 em Dauphin Island, Alabama, com danos mínimos.
Veja-se
- O arquivo de avisos do Centro Nacional de Furacões dos Estados Unidos sobre o Furacão Ida. (em inglês)

## Nomes de ciclones tropicais
Os seguintes nomes serão usados para os ciclones tropicais formados no oceano Atlântico em 2009 que atinjam a categoria de tempestade tropical. Os nomes retirados, se for o caso, serão anunciados pela Organização Meteorológica Mundial na primavera 2010. Os nomes não retirados desta lista serão usados novamente na temporada de 2015. Os nomes que não acham sido usados estarão marcados com cinza, e os nomes com realçado serão as tempestades atualmente activas. Esta é a mesma lista que se usou na temporada de 2003, a excepção de Fred, Ida, e Joaquín, que substituiu a Fabian, Isabel, e Juan, respectivamente. Os nomes Fred e Ida foram usados pela primeira vez esta temporada.
| - Ana - Bill - Claudette - Danny - Erika - Fred - Grace - Henri | - Ida - Joaquín (sem usar) - Kate (sem usar) - Larry (sem usar) - Mindy (sem usar) - Nicholas (sem usar) | - Odette (sem usar) - Peter (sem usar) - Rose (sem usar) - Sam (sem usar) - Teresa (sem usar) - Victor (sem usar) - Wanda (sem usar) |

### Nomes retirados
A Organização Meteorológica Mundial não retirou nenhum nome dos usados em 2009 por se considerar que nenhum furacão provocou danos maiores e perdidas humanas consideráveis.